# Traquet à ventre roux
Thamnolaea cinnamomeiventris
Genre
Espèce
Statut de conservation UICN

 LC  : Préoccupation mineure
Le Traquet à ventre roux (Thamnolaea cinnamomeiventris) est une espèce de passereau de la famille des Muscicapidae, native d'Afrique subsaharienne.

## Habitat
Son habitat naturel est les savanes sèches.

## Répartition et sous-espèces
Selon la classification de référence du Congrès ornithologique international (15.1, 2025) il se répartit en neuf sous-espèces :
- T. c. cavernicola Bates, 1933 — centre du Mali ;
- T. c. bambarae Bates 1928 — sud de la Mauritanie, est du Sénégal et sud-ouest du Mali ;
- T. c. albiscapulata (Rüppell, 1837) — Éthiopie et Érythrée ;
- T. c. subrufipennis Reichenow, 1887 — du Soudan du Sud à la Zambie et le Malawi ;
- T. c. odica Clancey, 1962 — est du Zimbabwe ;
- T. c. cinnamomeiventris (Lafresnaye, 1836) — est du Botswana et de l'Afrique du Sud, ouest de l'Eswatini et Lesotho ;
- T. c. autochthones Clancey, 1952 — sud du Mozambique est de l'Eswatini et nord-est de l'Afrique du Sud.
- T. c. coronata Reichenow, 1902 — du nord de la Côte d'Ivoire et le Burkina Faso au Darfour ;
- T. c. kordofaensis Wettstein, 1916 — monts Nouba.

## Galerie

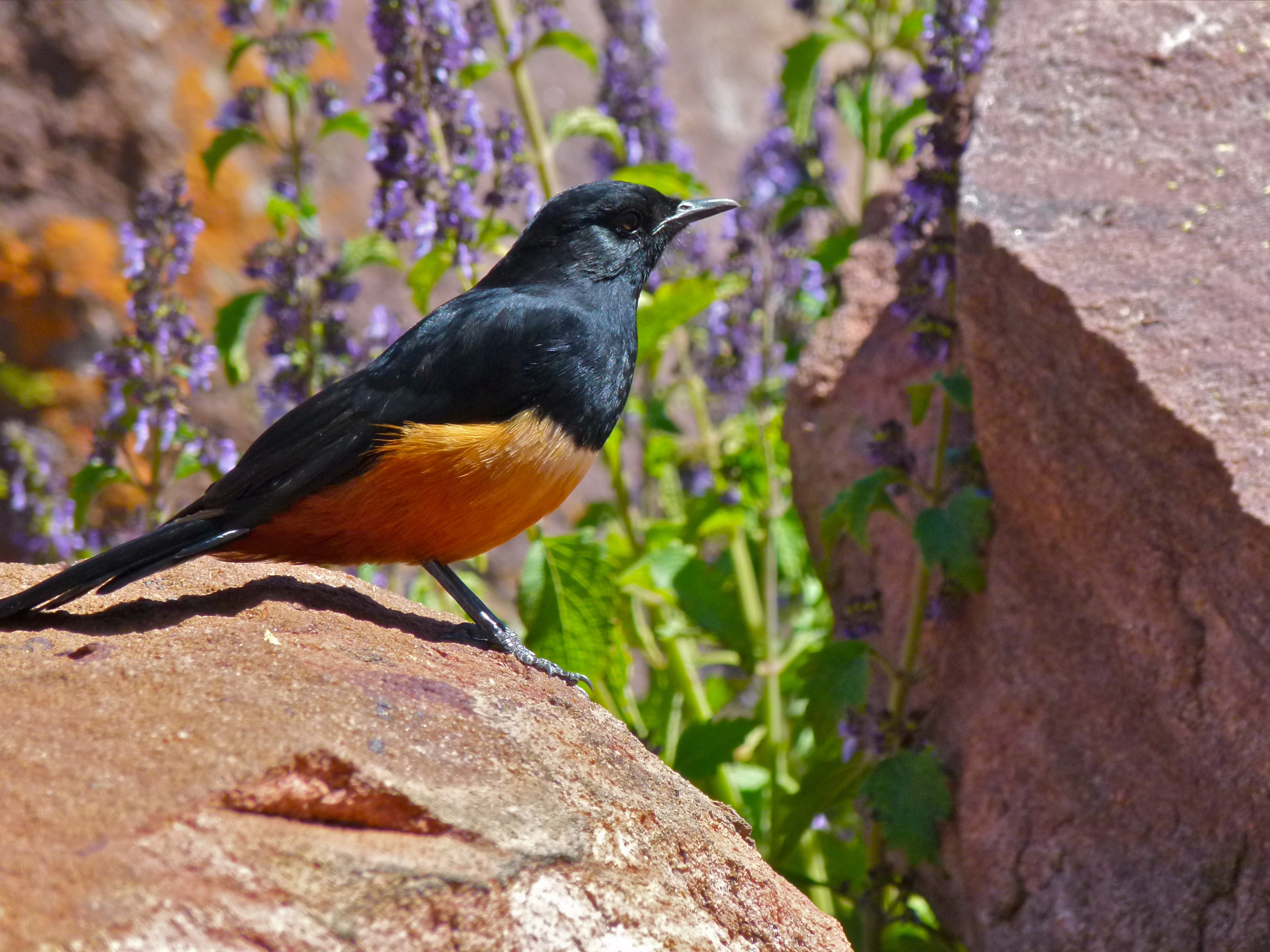
♂
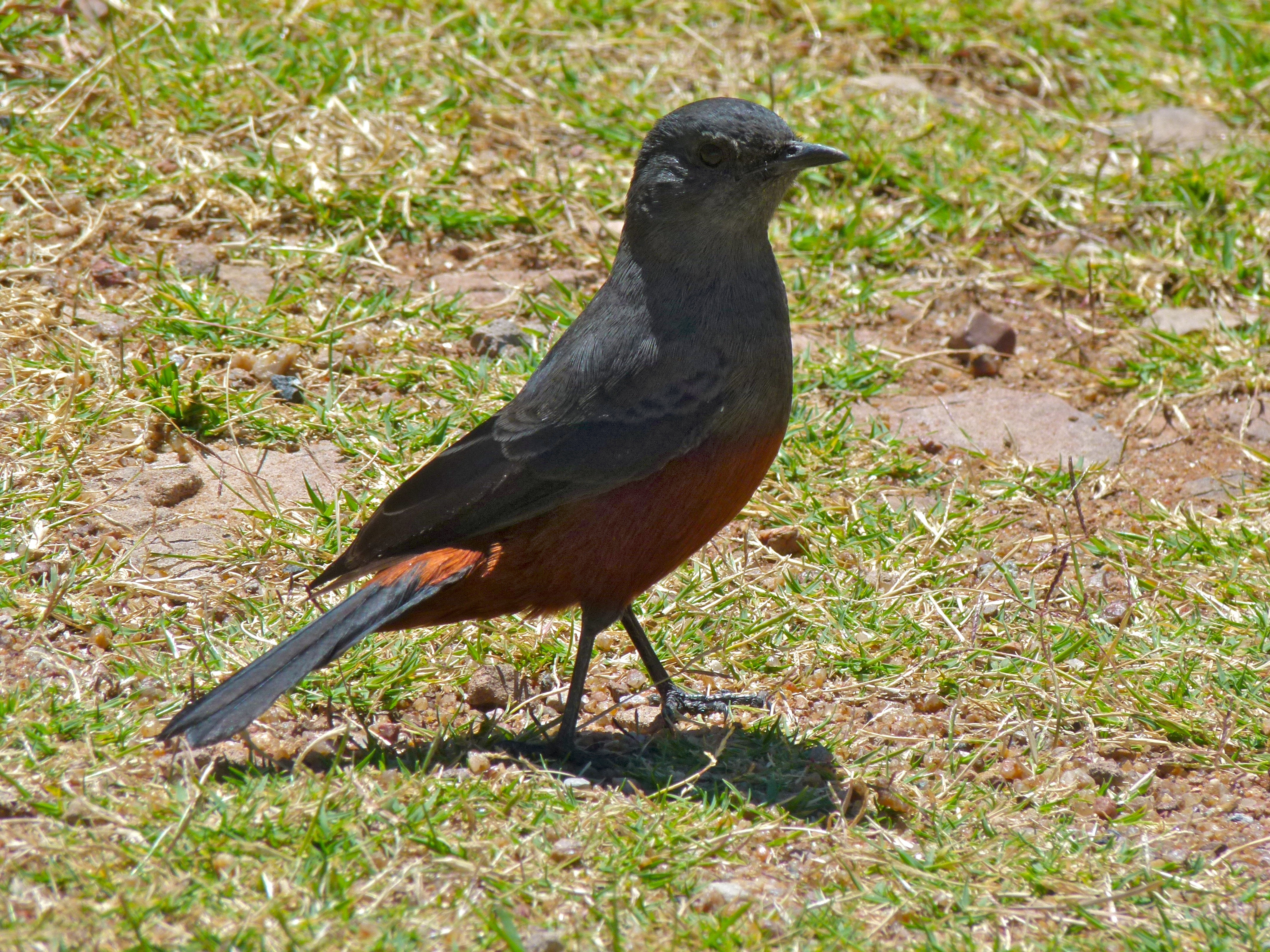
♀